# Dennis Banks

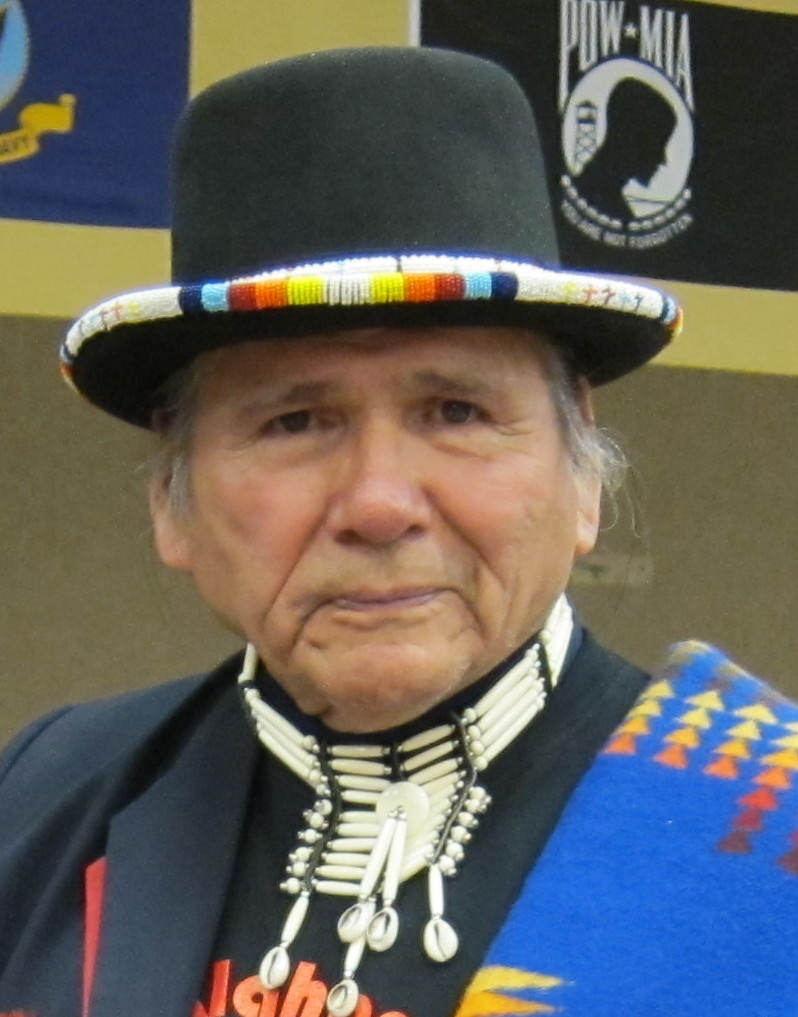
Dennis Banks in 2013

Dennis Banks (Gaa-zagaskwaajimekaag, 12 april 1937 - Rochester, 29 oktober 2017) was een inheems Amerikaans leider, leraar, spreker, activist en auteur. Hij behoorde tot de stam der Anishinaabe-indianen en werd geboren in een indianenreservaat in het noorden van Minnesota. Dennis Banks staat ook bekend als Nowacumig (Naawakamig in het dubbeleklinkersysteem), zijn indiaanse naam, die in de Ojibwe taal "in het midden van de grond" betekent.

## American Indian Movement
In 1968 was Dennis Banks medeoprichter van de American Indian Movement (AIM). Deze beweging had tot doel de traditionele gebruiken en de rechten van de inheemse Amerikaanse volkeren te beschermen. Het blanke Amerika moest er zich van bewust worden dat de regering een verantwoordelijkheid droeg ten opzichte van de inheemse Amerikaanse volkeren en dat er verdragen waren afgesloten. Bovendien moest in de schoolboeken de waarheid verteld worden over wat er met de inheemse Amerikanen was gebeurd.
In 1969-1971 nam hij deel aan de bezetting van het eiland Alcatraz. In 1972 werkte hij mee aan het organiseren van 'Trail of Broken Treaties' ('Spoor van geschonden verdragen'), een karavaan die door de Verenigde Staten naar Washington D.C. trok om de aandacht te vestigen op de benarde situatie van de inheemse Amerikanen. De overheid weigerde echter een onderhoud met de afgevaardigden van AIM, wat ertoe leidde dat het kantoor van het Bureau voor Indiaanse Zaken bezet werd.
In 1973 richtte hij de aandacht van AIM op het afzetten van een door de overheid aangestelde corrupte voorzitter van het Pine Ridge Indian Reservation in South Dakota. Deze activiteiten leidden tot de bezetting van Wounded Knee en een beleg van 71 dagen, waardoor AIM nationale aandacht kreeg. Banks was de belangrijkste onderhandelaar en leider van de Wounded Knee bezetters.
Onder zijn leiding voerde het AIM in 1973 een protestactie in Custer, South Dakota tegen de uitspraak van een rechtszaak, waarbij een blanke onschuldig werd bevonden van de moord op een inheemse Amerikaan. Als resultaat van hun betrokkenheid in Wounded Knee en Custer, werden Banks en 300 anderen gearresteerd en riskeerden ze een veroordeling. Banks werd vrijgesproken van zijn betrokkenheid in Wounded Knee, maar hij werd veroordeeld voor het aanzetten tot rellen en geweld in Custer. Om zijn gevangenisstraf te ontlopen, dook Dennis Banks onder en organiseerde een kleine gewapende AIM groep. Daartoe behoorde ook Anna Mae Pictou Aquash, die later vermoord werd teruggevonden.
Dennis Banks kreeg amnestie in Californië van de toenmalige gouverneur Jerry Brown, die weigerde hem uit te leveren aan South Dakota. Banks kreeg ook financiële steun van de acteur en AIM sympathisant Marlon Brando.

## Studie en carrière
Tijdens zijn verblijf in Californië van 1976 tot 1983, behaalde Banks een associate's degree aan de University of California in Davis. Daarna doceerde hij aan de Deganawida Quetzecoatl University (DQU), een door de inheemse Amerikanen gecontroleerd instituut voor alternatief hoger onderwijs, waar hij de eerste inheems Amerikaanse kanselier werd. In 1978 organiseerde hij ook de eerste spirituele loop van Davis tot Los Angeles, die is uitgegroeid tot een jaarlijks evenement. In de lente van 1979 doceerde hij aan de Stanford University. Toen Jerry Brown in 1984 niet langer gouverneur was, verleende de Onandaga Natie in New York hem asiel. Daar organiseerde Banks de Great Jim Thorpe Longest Run van New York naar Los Angeles. Zijn bedoeling was om de gouden medailles, die Thorpe gewonnen had op de Olympische Spelen van 1912, terug te geven aan de Thorpe familie.
In 1984 verliet Banks de Onondaga om zich aan te geven bij de politie in South Dakota, waar hij een gevangenisstraf van 18 maanden uitzat. Na zijn vrijlating werkte hij als raadgever in verband met alcohol en drugs in het Pine Ridge Indian Reservation. In de loop van 1987 werd er een einde gemaakt aan de grafschennis in Uniontown, Kentucky, waar de grafschenners het gemunt hadden op de artefacten in de begraafplaatsen. Er werd een beroep gedaan op Dennis Banks om de ceremonies voor de herbegrafenis uit te voeren. Door zijn toedoen werden er in Kentucky en Indiana strenge wetten uitgevaardigd tegen grafschennis.
Dennis Banks speelde ook rollen in verscheidene films en in 1993 kwam zijn album 'Still Strong' uit, waarop zowel origineel werk van hem stond als traditionele inheems Amerikaanse liederen. Hij is ook te horen op andere albums: 'Les Musiques du Monde' van Peter Gabriel en 'No Boundaries' van Peter Matthiessen.
Banks leidde de Sacred Run 2006, een spirituele loop van Alcatraz Island in San Francisco naar Washington, DC. De lopers volgden de oude inheems Amerikaanse traditie: ze brachten een bericht van "Land, Life and Peace" van dorp naar dorp. Ze legden ongeveer 100 mijl per dag af en bereikten Washington, DC op de 'Dag van de aarde' op 22 april 2006. Onderweg namen ze een zuidelijke route uit solidariteit met de slachtoffers van de orkanen Katrina en Rita. Er werden grote evenementen gehouden in Albuquerque, New Orleans, Philadelphia, Knoxville en Washington, DC.
Sinds 'The Longest Walk' in 1978 zijn de Sacred Runs in de laatste 30 jaar uitgegroeid tot een internationale beweging. Sacred Run 2006 had deelnemers uit Japan, Australië, Ierland, Canada en de Verenigde Staten.

## Filmografie
- War Party (1988), rol: Ben Crowkiller / Dead Crow Chief
- The Last of the Mohicans (1992), rol: Ongewasgone
- Thunderheart (1992), rol: zichzelf
- Incident at Oglala (1992), rol: zichzelf als medestichter van de American Indian Movement
- All Power to the People (1996), rol: zichzelf
- Older Than America (2008), rol: Pete Goodfeather
- "The American Experience", "We Shall Remain" (2009), Wounded Knee (2009), rol: zichzelf (1 episode, 2009)